# Потеряйки (Решетиловский район)
Потеряйки (укр. Потеряйки) — село,
Новомихайловский сельский совет,
Решетиловский район,
Полтавская область,
Украина.
Код КОАТУУ — 5324282805. Население по переписи 2001 года составляло 173 человека.

## Географическое положение
Село Потеряйки находится на левом берегу реки Говтва,
выше по течению на расстоянии в 1 км расположено село Новая Михайловка,
ниже по течению на расстоянии в 2 км расположено село Кривки,
на противоположном берегу — село Шарлаи.